# 洛塔尔·德贝斯

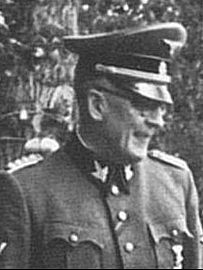
洛塔尔·德贝斯

洛塔尔·德贝斯（Lothar Debes，1890年6月21日—1960年7月14日）是一位納粹德國党卫队将领，曾在第二次世界大战期间指挥親衛隊第6師和親衛隊第10師。他曾參加1957年西德聯邦議院選舉，但是未能選上。